# Chiaki Takahashi
Chiaki Takahashi (高橋 千秋 Takahashi Chiaki?, Prefectura de Mie, 2 de agosto de 1956) es un político del Partido Democrático de Japón, un miembro de la Cámara de Consejeros en la Dieta de Japón (legislador nacional). Un nativo de Anō, Prefectura de Mie y graduado de la Universidad de Meiji, fue elegido miembro de la Cámara de Consejeros por primera vez en 2000, después de ejecutar sin éxito en la Cámara de Representantes de Japón en 1998.